# دونكان بي. فورستر
دونكان بي. فورستر (بالإنجليزية: Duncan B. Forrester)‏ هو عالم عقيدة بريطاني، ولد في 10 نوفمبر 1933 في إدنبرة في المملكة المتحدة، وتوفي في 29 نوفمبر 2016.